# Phantasm V: Ravager
Phantasm V: Ravager este un film american direct-pe-DVD din 2016 regizat de David Hartman și produs de Don Coscarelli. Este al 5-lea film din seria de filme SF de groază Fantasma și primul care nu este regizat de Coscarelli. În rolurile principale joacă actorii Reggie Bannister, A. Michael Baldwin, Bill Thornbury, Angus Scrimm și Kathy Lester.

## Prezentare
Filmul prezintă mai departe aventurile fraților Mike și Jody, împreună cu prietenul acestora Reggie, în lupta lor continuă cu Omul Înalt, un antreprenor supranatural de pompe funebre dintr-o altă dimensiune.

## Distribuție
- Angus Scrimm ca The Tall Man
- A. Michael Baldwin ca Mike Pearson
- Reggie Bannister ca Reggie
- Bill Thornbury ca Jody Pearson
- Kathy Lester ca Lady in Lavender